# Église Sainte-Barbe de Sainte-Barbe
 (mai 2021).
Si vous disposez d'ouvrages ou d'articles de référence ou si vous connaissez des sites web de qualité traitant du thème abordé ici, merci de compléter l'article en donnant les références utiles à sa vérifiabilité et en les liant à la section « Notes et références ».
L'église Sainte-Barbe est une église catholique romaine située à Sainte-Barbe, en France.

## Description
Elle possède un clocher fortifié visible à plusieurs kilomètres à la ronde.

## Localisation
L'église est située dans le département français de la Moselle, sur la commune de Sainte-Barbe.

## Historique
L'église fut construite en 1516. À cette époque, un prieuré benédictin (vanniste) était installé. Il possédait un clocher fortifié. La nef, détruite en 1827, fut reconstruite par la suite.
Lors de la démolition de la nef, les vitraux datés de 1524 de Valentin Bousch sont transférés en 1842 et 1856 dans les chapelles respectivement nord et sud du déambulatoire de la cathédrale de Metz.
L'église est inscrite au titre des monuments historiques par arrêté du 25 juin 1979.